# Deuterodon singularis
Deuterodon singularis és una espècie de peix de la família dels caràcids i de l'ordre dels caraciformes.

## Morfologia
- Els mascles poden assolir 8,8 cm de llargària total.[4]

## Hàbitat
Viu en zones de clima tropical.

## Distribució geogràfica
Es troba a Sud-amèrica: conca del riu Tubarão i conques costaneres entre la seua desembocadura i el riu Da Madre.